# Hail to the King (álbum)
Hail to the King (en español: Salve al Rey) es el sexto álbum de estudio de la banda estadounidense de heavy metal, Avenged Sevenfold. El álbum fue lanzado al mercado el 26 de agosto de 2013 en los Estados Unidos con el sello discográfico de Warner Bros. Records y producido por los miembros de la banda. Este es el primer álbum de la banda con Arin Ilejay como el nuevo baterista de la banda y por tanto, también el primer álbum de la banda sin la participación del baterista y fundador de la banda, The Rev, quien falleció el 28 de diciembre de 2009.

## Antecedentes
El 15 de noviembre de 2011, el vocalista M. Shadows comentó que la banda había estado trabajando en su nuevo álbum desde el lanzamiento de la canción «Carry On», que se lanzó en agosto de ese mismo año. En diciembre, la banda dijo que comenzaría con la grabación de su próximo álbum en enero de 2013 y mencionó que el lanzamiento del álbum estaba preevisto para finales de ese año. En enero la banda comenzó con la grabación del álbum. En mayo la banda también reveló fragmentos de su nuevo álbum mediante su nueva página de radio. En esta aplicación de radio Arin Ilejay fue confirmado como miembro oficial y batería de Avenged Sevenfold como la sustitución permanente de su difunto baterista y fundador The Rev. En una entrevista con Metal Hammer acerca del nuevo álbum, M. Shadows dijo que el álbum suena más influido por el blues rock y también un poco más como el rock y el metal clásico y que tendría un estilo similar al de las bandas Black Sabbath y Led Zeppelin.

## Lista de canciones
| Hail to the King |                    |          |  |
| N.º              | Título             | Duración |  |
| 1.               | «Shepherd of Fire» | 5:22     |  |
| 2.               | «Hail to the King» | 5:04     |  |
| 3.               | «Doing Time»       | 3:27     |  |
| 4.               | «This Means War»   | 6:09     |  |
| 5.               | «Requiem»          | 4:23     |  |
| 6.               | «Crimson Day»      | 4:57     |  |
| 7.               | «Heretic»          | 4:55     |  |
| 8.               | «Coming Home»      | 6:26     |  |
| 9.               | «Planets»          | 5:56     |  |
| 10.              | «Acid Rain»        | 6:40     |  |

| Hail to the King edición de lujo |                            |          |  |
| N.º                              | Título                     | Duración |  |
| 11.                              | «Hail to the King» (video) | 5:13     |  |
| 12.                              | «St. James»                | 5:01     |  |

## Créditos
Avenged Sevenfold
- M. Shadows: Voz principal.
- Synyster Gates: Guitarra líder y coros en «Planets».
- Zacky Vengeance: Guitarra rítmica.
- Johnny Christ: Bajo.
- Arin Ilejay: Batería.

Músicos adicionales
- Brent Arrowood: Sound FX en «Shepherd of Fire».
- David Campbell: Arreglos de instrumentos de cuerda y viento y Director de orquesta en «Planets» y «Requiem».
- Brian Haner: Solo de guitarra en «Coming Home».
- Storm Lee Gardner, Ran Jackson y Jessi Collins: Coros en «Requiem».
- Rick D. Waserman: Voz en off en «Requiem».
- Jeff Babko: Piano en «Acid Rain».
- Ed Meares: Violonchelo en «Shepherd of Fire» y «Planets» y bajo en «Requiem».
- Joe Meyer y John Reynolds:  Trompa en «Shepherd of Fire», «Planets» y «Requiem».
- Rick Baptist y John Fumo:  Trompeta en «Shepherd of Fire», «Planets» y «Requiem».
- Alan Kaplan: Trombón en «Shepherd of Fire», «Planets» y «Requiem».
- Steven Holtman y Andrew Martin: Trombón grave en «Shepherd of Fire», «Planets» y «Requiem».
- Douglas Tornquist: Tuba en «Shepherd of Fire», «Planets» y «Requiem».
- Charlie Bisharat, Songa Lee, Natalie Leggett, Sara Parkins, Michelle Richards, Tereza Dtanislav, Josefina Vergara y John Wittenberg: Violín en «Crimson Day», «Acid Rain» y «Requiem».
- Dane Little y John E. Acosta: Violonchelo en «Crimson Day», «Acid Rain» y «Requiem».

Producción
- Producido por Mike Elizondo .
- Mezclado por Andy Wallace.